# Rækker Mølle
Rækker Mølle er en by i Vestjylland med 331 indbyggere  (2024), beliggende 34 km sydvest for Herning, 11 km sydvest for Videbæk, 12 km nord for Skjern og 22 km sydøst for Ringkøbing. Byen hører til Ringkøbing-Skjern Kommune og ligger i Region Midtjylland.

## Sogne og kirker
Ganer Å løber gennem Rækker Mølle. Bydelen nord for åen hører til Hanning Sogn. Hanning Kirke ligger 1½ km vest for byen. Bydelen syd for åen hører til Sædding Sogn. Sædding Kirke ligger 1 km nord for byen. Rækker Mølle Pastorat omfatter foruden Hanning og Sædding sogne også Bølling Sogn mod syd og mod nord Finderup Sogn, der indtil 1. oktober 2010 var et kirkedistrikt i Hanning Sogn. Rækker Mølle er den største by og det lokale centrum i disse 4 sogne, der også kaldes "Firkløveret".

## Faciliteter
- Rækker Mølle Skolen har 140 elever, fordelt på 0.-6. klassetrin, og 60 børn i SFO'en for 0.-3. klasse.[2]
- Sædding Efterskole er en kristen efterskole med tilknytning til Luthersk Mission. Den er oprettet i 1974 og har plads til 80 elever i en 9. klasse og to 10. klasser, der er rettet mod hhv. erhverv og gymnasium.[3]
- Børnehaven Lærkereden er en kommunal daginstitution med ca. 40 børn og 20 ansatte, heraf 4 dagplejere med deres 4 børn hver.[4]
- Rækker Møllen Hallen har idrætshal, der kan rumme 800 personer, minihal til 250 personer og lokaler til 60, 40 og 20 personer samt cafeteria. Desuden er en ny idrætshal under opførelse.[5]
- Sædding Forsamlingshus er opført i 1906 og har 3 sale til 120, 45 og 30 personer.[6]
- Rækker Mølle Bryghus er indrettet i den gamle vandmøllebygning. Bryghuset startede i 2006, men blev ramt af konkurs i 2008 og oversvømmelse i 2014. Bryghuset giver rundvisninger og har traktørsted og restaurant "Muuh". Det arrangerer årlig Oktoberfest i Rækker Møllen Hallen.[7]

## Historie

### Rækker Mølle
Rækker Mølle er omtalt første gang i 1638 i en indberetning til Biskoppen i Viborg. Rækker Mølle Sø var møllens drivkraft via vandmøllehjul og senere en turbine. Møllen blev elektrificeret midt i 1900-tallet. Den var uafbrudt i drift indtil 2004, hvor den lukkede.

### Søren Kierkegaard
Filosoffen Søren Kierkegaards fader, den velhavende hosekræmmer Michael Pedersen Kierkegaard, var født og opvokset i Sædding. Han var en højt begavet og strengt religiøs mand, hvis tungsind og dialektiske tænkemåde påvirkede familiens yngste barn stærkt. Der er rejst en mindesten ved Sædding Kirke, hvor familiens slægtsgård lå. I Møllegården er der indrettet en mindestue med en nøjagtig kopi af Søren Kierkegaards skrivepult. Søren Kierkegaard besøgte egnen i 1840.

### 1904
I 1904 nævnes i Hanning Sogn "Rekkergd. med Andelsmejeri". Rækkergård var første gang nævnt i 1616. Efter 1802 blev den udstykket. Hanning Sogn var anneks til Dejbjerg Sogn og havde altså ikke egen præst. De to sogne udgjorde én sognekommune. I Sædding Sogn nævnes "Rekkermøllegd. med 2 Købmandshdlr." Sædding Sogn var anneks til Bølling Sogn. De to sogne udgjorde også én sognekommune.

### Kommunen
Hanning Sogn blev senere en selvstændig sognekommune. Sammen med Bølling-Sædding sognekommune kom den ved kommunalreformen i 1970 med i Skjern Kommune, som ved strukturreformen i 2007 indgik i Ringkøbing-Skjern Kommune.

### Stationsbyen
Rækker Mølle fik i 1920 jernbanestation på Skjern-Videbæk banen. Stationen hed Sædding Station og var opkaldt efter sognet. Det lave målebordsblad fra 1900-tallet viser at der var kommet mejeri, smedie, missionshus og jordemoderhus efter åbningen af banen.
Møllebroen og sognegrænsen adskilte byen mentalt. Der var to købmænd, to smedjer og to manufakturhandlere, som lå i hver sit sogn. Og man handlede i sit eget sogn – undtagen hvis dem fra Hanning Sogn skulle have brændevin, for det kunne man ikke få hos den indremissionske købmand i Hanning.
Persontrafikken blev indstillet i 1955, læssesporet og krydsningssporet blev nedlagt i 1970, og godstrafikken mellem Skjern og Videbæk stoppede i 1981.
Stationsbygningen findes på Dyssevænget 40. Skinnerne ligger der stadig, og man kan køre forbi stationen på skinnecykler, der starter fra Herborg og udlejes i Astrup Købmandshandel.
I nyere tid er der sket en mindre udstykning både øst og vest for åen.

### Købmandsgården og søen
Den første høkertilladelse i Rækker Mølle blev givet i 1875. Omkring 1900 flyttede købmanden til den nuværende placering ved søen. Den nuværende bygning blev opført i 1912 og forlænget med en tilbygning i 1955. I 1999 sluttede det sidste købmandspar, der selv ejede bygningen. Ingen af de 5 forpagtere, der trådte til i 1999, 2004, 2009, 2013 og 2016 kunne få købmandsgården til at løbe rundt trods stor lokal velvilje og økonomisk støtte.
I 2018 opstod ideen om at udnytte beliggenheden ved søen og gøre købmandsgården til et lille kurbad. Ganer Å var i 2015 lagt uden om Møllesøen i et omløbsstryg med spunsvæg og dige for at give laks og havørreder fri adgang til at vandre og for at sikre området mod oversvømmelse ved skybrud. I samme forbindelse blev søen renset for slam og fremtidssikret i forhold til vanddybde og vandspejl. Og der blev lagt en plan for, hvordan vandkvaliteten kan holdes i orden, så søen er rar at bade i hele året.
Med støtte fra Realdania blev der lavet en forundersøgelse af kurbadsprojektet. Købmandsgården skulle ombygges til 2 ferielejligheder i stueetagen og 3 dobbeltværelser på 1. sal. Kurbad med vandkar og saltsauna skulle bygges til, og der skulle bygges bro over søen og anlægges terrasser. Anlægsudgiften ville blive godt 10 mio. kr. og den årlige indtægt godt 400.000 kr. Det store projekt blev ikke realiseret, men søterrassen blev opført i 2019.

## Galleri
- Rækker Mølle Bryghus
- Stationsbygningen
- Sædding Efterskole
- Sædding Forsamlingshus